# Tobias Kersloot
 (octobre 2018).
Si vous disposez d'ouvrages ou d'articles de référence ou si vous connaissez des sites web de qualité traitant du thème abordé ici, merci de compléter l'article en donnant les références utiles à sa vérifiabilité et en les liant à la section « Notes et références ».
Tobias Kersloot, né le 7 octobre 1996 à Haarlem, est un acteur néerlandais.

## Filmographie

### Cinéma
- 2012 : Water de Marco van Bergen : James[2]
- 2014 : Gameboy : Tobias
- 2014 : Dansen op de vulkaan (nl) : Ramon
- 2015 : Sunny Side Up de Lourens Blok : Vriend van Mick
- 2015 : Hallo bungalow (nl) de Anne de Clercq : Toto Prins[3]
- 2015 : Public Works (nl) de Joram Lürsen : Theo[4]
- 2016 : Kappen! (nl) de Tessa Schram : Emiel[5]
- 2017 : Hotel De Grote L (nl) de Ineke Houtman : Felix[6]

### Télévisions
- 2010-2013 : VRijland (nl) : Jesse Jaspers
- 2012 : Verborgen Verhalen (nl) : Tom
- 2013 : 20 leugens, 4 ouders en een scharrelei (nl) de Hanro Smitsman : Nieuw bandlid Rick[7]
- 2015 : Moordvrouw : Rolf Kempenaer
- 2015 : Sunny Side Up : Mick
- 2015 : Tessa : Nikolai
- 2016 : Flikken Rotterdam (nl) : David
- 2017 : Centraal Medisch Centrum (nl) : Lenny
- 2017 : Brussel : Mark de Vries
- 2017 : Klem : Jim
- 2017 : Van God Los (nl) : Thomas
- 2018 : Nieuwe buren (nl) : Luc Dijkma